# Antun Heinz
Antun Heinz (Zágráb, 1861. február 11. – Zágráb, 1919. január 21.), horvát botanikus, egyetemi tanár, a Zágrábi Egyetem rektora. A Zágrábi Botanikus Kert megalapítója.

## Élete és munkássága
Elemi és középiskoláit szülővárosában végezte, 1879-ben érettségizett a zágrábi Klasszikus Gimnáziumban. 1883-ban diplomázott a Zágrábi Egyetem bölcsészkarán. Doktori disszertációját 1887-ben írta maghéjról általában, különös tekintettel annak anatómiájára és fejlődéstörténetére a Centrospermaeben. Érettségi után a zágrábi Klasszikus Gimnázium segédtanára, 1886-ban pedig Bohuslav Jiruš asszisztense lett az egyetem Botanikai és Élettani Intézetében. Miután Jiruš 1887-ben visszatért Prágába, egyetemi tanár lett a zágrábi bölcsészkaron (1887–1913), ahol általános, erdészeti és gyógyszerészeti botanikát tanított. A Jiruš-korszakból származó tantárgyak mellett bakteriológiai órákat is bevezetett. 1896-tól az egyetem rendes tanára. 1888-tól nyugdíjazásáig, 1913-ig a Botanikai és Élettani Intézet vezetője volt, 1905/06-ban az egyetem rektora.
1889-ben a tartományi kormány felkérésére megalapította a Botanikus Kertet, amely akkor a Növénytani és Élettani Intézettel együtt a Bölcsészettudományi Kar Matematika-Természettudományi Tanszékéhez tartozott, ma pedig a Természettudományi és Matematikai Kar Botanikus Kertje. Európa-szerte tanulmányozta a botanikus kerteket és a világ minden tájáról származó, nagyszámú növényfajtával tervezte meg, és kezdte meg a zágrábi botanikus kert rendezését. A kert a kor egyik legjobban megtervezett botanikus kertje volt, és bár néhány részlet változott az évek során, elrendezésében ma is az ő munkáját tükrözi. A Botanikus Kert első teljes leírását tervekkel és növényjegyzékkel 1896-ban tette közzé a Horvát Természettudományi Társaság Közlönyében. Gondoskodott a Botanikai Intézet fejlesztéséről is, különösen annak herbáriumáról. Emellett általános biológiát és bakteriológiát is kutatott. Miközben a horvátországi bakteriológiai kutatás még gyerekcipőben járt, a horvátországi orvosi és járványügyi szolgálat számára a Növénytani Intézet Bakteriológiai Laboratóriumában szervezett vizsgálatokat, melyeket 1886 és 1907 között közegészségügyi céllal maga is végzett. Különösen a kolerát és a tuberkulózist tanulmányozta. Botanikusként különösen a moha- és páfrányflórát kutatta. 1919-ben hunyt el, a zágrábi Mirogoj temetőben nyugszik.

## Főbb művei
- Briofiti zagrebačke okolice (1889),
- O vrsti Scolopendrium hybridum (Ueber Scolopendrium hybridum, 1890).
- Kratka nauka o bakterijama. Zagreb (1891).

## Emlékezete
1936 óta Zágrábban utca viseli a nevét.